# Schefflera halleana
Schefflera halleana är en araliaväxtart som beskrevs av Luciano Bernardi. Schefflera halleana ingår i släktet Schefflera och familjen araliaväxter.
Artens utbredningsområde är Madagaskar. Inga underarter finns listade.